# Sun Yanan
Sun Yanan (孙亚楠S, Sūn YànánP; 15 settembre 1992) è una lottatrice cinese, specializzata nella lotta libera, medaglia di bronzo alle Olimpiadi di Rio de Janeiro 2016 nei 48 kg.

## Palmarès

### Olimpiadi
- 1 medaglia:
  - 1 bronzo (Rio de Janeiro 2016 nei 48 kg).

### Mondiali
- 3 medaglie:
  - 1 oro (Budapest 2013 nei 51 kg);
  - 1 argento (Strathcona County 2012 nei 51 kg);
  - 1 bronzo (Budapest 2018 nei 50 kg);

### Giochi asiatici
- 1 medaglia:
  - 1 argento (Incheon 2014 nei 48 kg).

### Campionati asiatici
- 2 medaglie:
  - 2 ori (Tashkent 2011 nei 48 kg, Bangkok 2016 nei 48 kg).